# 井上雅彦 (心理学者)
井上 雅彦（いのうえ まさひこ、1965年 - ）は、日本の臨床心理学者。鳥取大学大学院医学系研究科臨床心理学講座教授、日本ペアレントメンター研究会理事長。

## 経歴
1965年生まれ、山口県宇部市出身。筑波大学大学院修士課程を修了後、1992年に同大学院博士課程（心身障害学）を中途退学。
兵庫教育大学の助手、助教授、大学院准教授を経て、2008年より鳥取大学大学院医学系研究科臨床心理学講座の教授を務める。2022年3月、鳥取大学において医学博士の学位を取得した。

## 専門
- 応用行動分析学
- 臨床心理学
- 障害児心理学[6]

## 学位・資格
- 博士（医学）
- 修士（心身障害学）
- 修士（教育学）
- 公認心理師
- 臨床心理士
- 専門行動療法士
- 自閉スペクトラム支援士エキスパート
- 学校心理士認知行動療法スーパーバイザー
- 認知行動療法師[7]

## 著書
監修
- 『保護者と先生のための応用行動分析入門ハンドブック』（金剛出版、2019年5月）
- 『発達障害＆グレーゾーンの小学生の育て方』（すばる舎、2020年1月）
- 『自閉スペクトラム症　マイペースなきみに家族はすったもんだ』（中央法規出版、2022年11月）

共著
- 『自閉症支援はじめて担任する先生と親のための特別支援教育』（明治図書出版、2007年8月）
- 『行動分析学-行動の科学的理解を目指して』（有斐閣、2018年3月）坂上貴之、井上雅彦

編著
- 『家庭で無理なく楽しくできる生活・学習課題46　自閉症の子どものためのABA基本プログラム』（学研プラス、2008年9月）
- 『家庭で無理なく楽しくできるコミュニケーション課題30　自閉症の子どものためのABA基本プログラム2』（学研プラス、2010年4月）
- 『家庭で無理なく楽しくできる生活・自立課題36』（学研プラス、2011年9月）
- 『ペアレント・メンター入門講座　発達障害の子どもをもつ親が行なう親支援』（学苑社、2011年10月）
- 『高機能自閉症・アスペルガー症候群への思春期・青年期支援: Q&Aと事例で理解する』（明治図書出版、2012年1月）
- 『発達障害のある子のABAケーススタディ　8つの視点でうまくいく!』（中央法規出版、2013年8月）
- 『家庭で無理なく対応できる 困った行動Ｑ＆Ａ 自閉症の子どものためのＡＢＡ基本プログラム４』（学研教育みらい、2015年7月）

監訳
- 『自閉症スペクトラムへのABA入門―親と教師のためのガイド』（東京書籍、2015年3月）原題：Raising a Child with Autism　著者：Shira Richman

## 論文
- 発達障害者における料理指導: 料理カードと教示ビデオを用いた指導プログラムの効果（1994年11月）
- 障害児・者のきょうだい研究の動向と今後の研究の方向性（2007年3月）
- 通常学級に在籍する発達障害児の他害的行動に対する行動支援　対象児に対する個別的支援と校内支援体制の構築に関する検討（2007年5月）
- 保健センターの親子教室参加者を対象とした発達が気になる子どものペアレント・トレーニング（2008年3月）
- 発達障害のある子どもが集団のルールで動けるために（2009年）
- 二次障害を有する自閉症スペクトラム児に対する支援システム（2010年）
- 自傷行動を示す知的障害児に対する家族支援　月1回の母親へのコンサルテーションを通して（2010年1月）
- 知的障害のある児童に対する交流学級児童のかかわり行動を促進させるための障害理解授業の効果（2012年）

## メディア出演
テレビ
- NHKニュース「『息子が幸せに暮らす環境を』強度行動障害ある人の支援強化へ」（2023年12月6日）
- ハートネットTV「特集『強度行動障害』 (1)〜孤立する親子たち〜」（2024年1月22日）[8]
- ハートネットTV「特集『強度行動障害』 (2)〜暮らしを支える支援とは〜」（2024年1月23日）

記事
- 朝日新聞「凸凹の輝く教育　インタビュー（４）井上雅彦さん」（2020年6月27日）[9]
- NHK「追跡 記者のノートから　ほかに頼れる人がいなかった～ある親子の叫び　自閉スペクトラム症の息子 自傷行為に悩む母親の『届かぬ声』」（2023年7月13日）[10]